# John Warkworth
John Warkworth (1425 – 1500) középkori angol, Lancaster-párti tudós-pap volt. A nevéhez kapcsolt feljegyzések fontos forrásként szolgálnak Anglia 1461 és 1474 közötti történelméhez, különös tekintettel a rózsák háborúja második, 1469 és 1471 közötti szakaszához.

## Élete
Életéről keveset tudni, elképzelhető, hogy a northumberlandi Warkworth közelében született. Oxfordban tanult, majd William Grey püspök káplánja lett az 1450-es években. 1473-tól a Cambridge-i Egyetem St. Peter's College-ának vezetője volt, és ezt a pozíciót egészen haláláig, 1500-ig betöltötte. Nevét egy korabeli kézirat, a Warkworth-krónika (Wakworth’s Chronicle) viseli. Sokáig szerzőjének tekintették, de az bizonyíthatatlan, hogy valóban ő írta. A könyv címe: A Chronicle of the First Thirteen Years of the Reign of King Edward the Fourth (szabad magyar fordításban: IV. Eduárd uralkodása első tizenhárom évének krónikája).